# Ökumenische St. Hubertus Kapelle

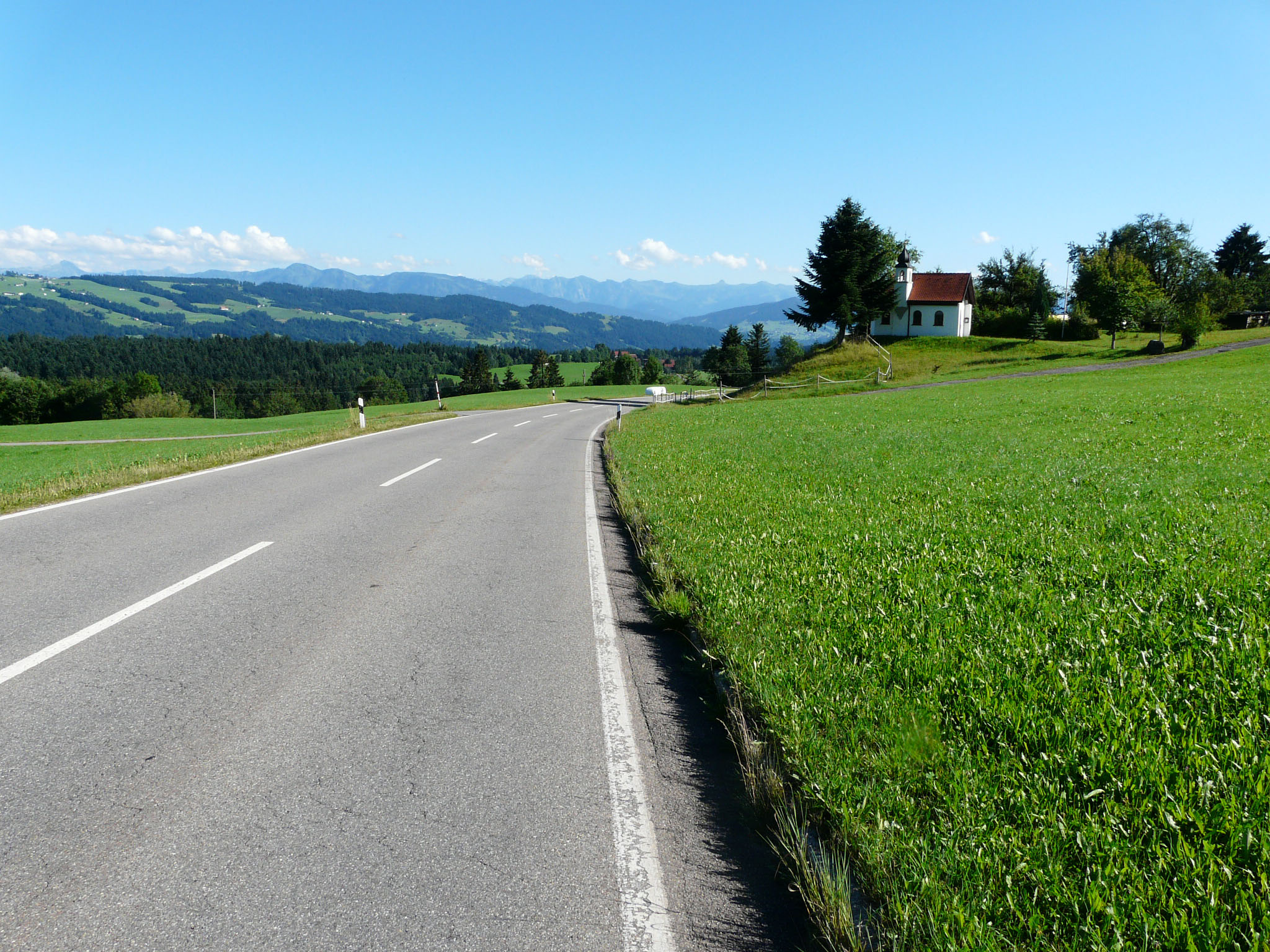
St. Hubertus

Die Ökumenische St.-Hubertus-Kapelle (Eigenschreibweise: St. Hubertus Kapelle) ist ein Kirchengebäude im Ortsteil Forst der Gemeinde Scheidegg. Es wurde in den Jahren 1986 bis 1988 erbaut. Sie gilt als das älteste ökumenische Gotteshaus im Allgäu.
Der Bau der Kapelle geht auf die Initiative des römisch-katholischen Jägers und Fuhrunternehmers Xaver Boll zurück, der als Jugendlicher für die bis 1968 bestehende Sennerei in Forst Milchproben einsammelte und feststellte, dass die Ortschaft Forst im Gegensatz zu den anderen Ortschaften in Scheidegg keine Kapelle besaß. Er hatte seitdem den Wunsch, das zu ändern. Am 30. Mai 1986 gründete er mit dem Protestanten Leo Beuschel, ebenfalls aus Forst, der einen finanziellen Zuschuss gab, und anderen Unterstützern einen Förderverein, den Ökumenischen Kapellenverein St. Hubertus e.V. Forst, der bis heute Eigentümer der Kapelle ist. Der Architekt Winfried Ziegler erklärte sich bereit, die Baupläne zu erstellen. Einen Bauplatz stiftete die Familie Ehrhard Entreß-Berkmann. Von Anfang an wurde eine ökumenische Trägerschaft realisiert. Bereits 3. November 1986, dem katholischen Fest des heiligen Hubertus, konnte der Grundstein gelegt werden. Der Bau wurde von Helfern aus Forst und den umliegenden Ortschaften finanziert und zum Teil mit handwerklichen Eigenleistungen umgesetzt.
Das Bauprojekt verzögerte sich durch den plötzlichen Tod von Architekt Ziegler Ende 1986. Am 22. Juli 1988 wurden eine Glocke und das Turmkreuz ökumenisch gesegnet. Die Kapelle wurde am 3. September 1988 durch den evangelischen Pfarrer Peter Bauer und den katholischen Pfarrer Eduard Staudacher eingeweiht und ist dem Patrozinium St. Huberti, des Schutzpatrons der Jagd, unterstellt, da die Initiatoren Jäger waren.
Die Kapelle steht auf einer Anhöhe östlich von Forst in ungefährer Ost-West-Ausrichtung. Das rechteckige Kapellengebäude hat ein Satteldach und beidseitig jeweils drei rundbogige Fenster. Auch die Eingangstür an der Westseite ist rundbogig, im Giebel über der Tür befindet sich ein rundes Fenster. Auf der Nordseite ist seitlich zwischen dem mittleren und dem hinteren Fenster ein kleiner Glockenturm mit einer Zwiebelhaube über der Turmlaterne angebaut. Die Glocke im Turm wurde gegossen von der Innsbrucker Glockengießerei Grassmayr. In der Kapelle wurden eine Hubertusstatue von einem Südtiroler Bildhauer und eine Kreuzigungsgruppe aufgestellt, die von einem Mittenwalder Künstler stammt.
In der Kapelle finden Hochzeiten, Taufen und Andachten statt. Sie ist eine Station auf dem 1999 eingerichteten Ökumenischen Kapellenweg rund um Scheidegg, der die evangelische Auferstehungskirche, die katholische St.-Gallus-Kirche und 13 Kapellen rund um Scheidegg verbindet. Der Kapellenverein hat heute 120 Mitglieder.